# پارالدهید
پارالدهید (به انگلیسی: Paraldehyde) یک ترکیب شیمیایی است. به عنوان مسکن به کار رفته‌است.